# Mardi gras i New Orleans

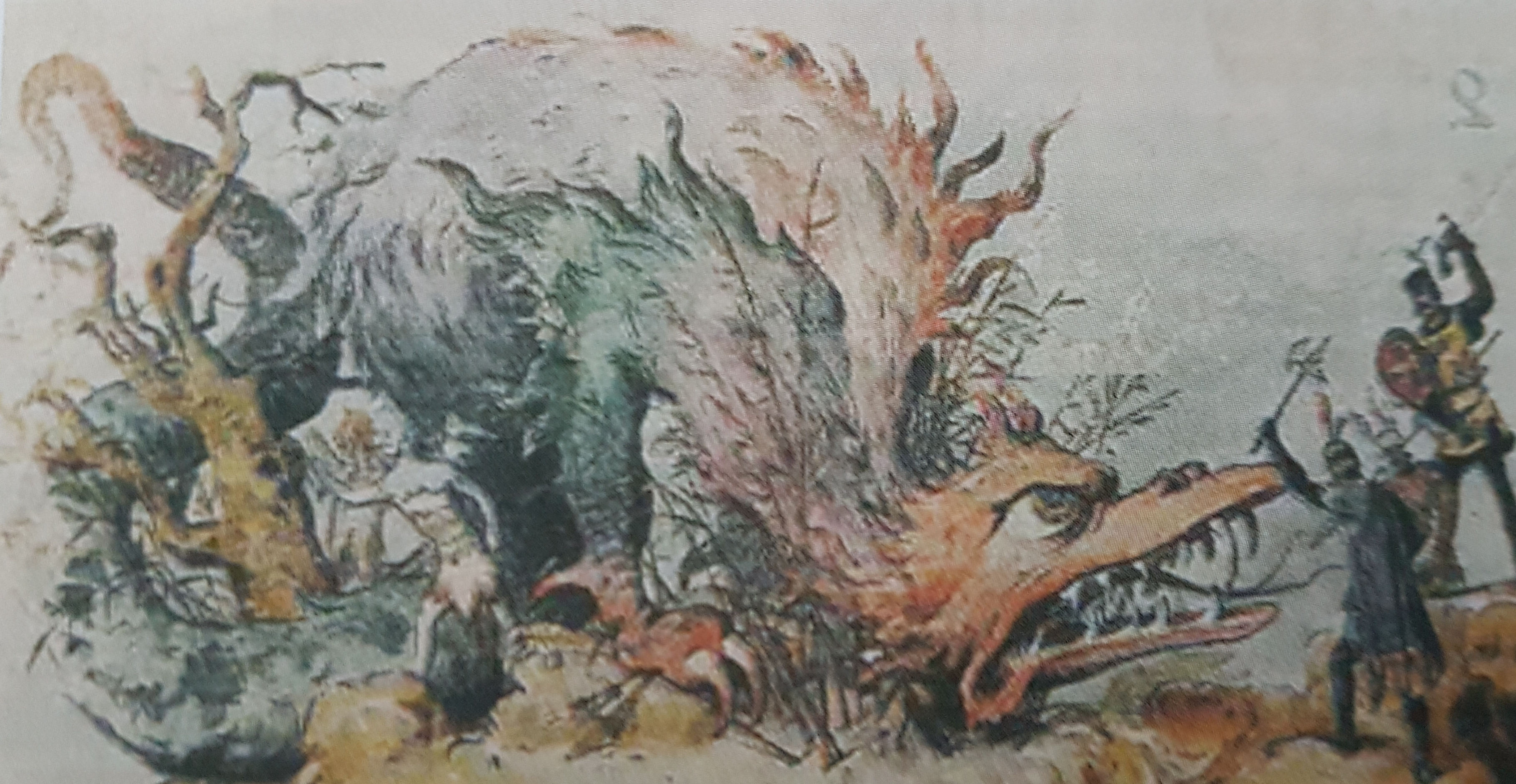
Skiss för Mardi Gras tåget 1903 skapad av svensk-amerikanske konstnären Anders Wikström som ansvarade för karnevalens utformning 1885-1909.

Mardi Gras i New Orleans är en av de mest berömda karnevalerna i världen. Karnevalssäsongen börjar i New Orleans på trettondagsafton och fortsätter till midnatt på fettisdagen. Veckan före fettisdagen kulminerar firandet med parader runt om i Louisiana, varav de mest kända går av stapeln i New Orleans. Paraderna arrangeras av speciella karnevalsklubbar som kallas "Krewes". Dessa brukar även arrangera baler. 
I andra delar av staden är Mardi Gras en familjehögtid och speciella stegar sätts ut åt barn att klättra upp och sitta i så de kan se paraderna.